# The Glow of Love (singolo)
The Glow of Love è un singolo del gruppo musicale italiano Change, pubblicato il 12 settembre 1980 come terzo singolo dall'album omonimo.
Il brano, come buona parte delle canzoni inserite nel disco, è cantato da un allora semi-sconosciuto Luther Vandross, che aveva però già collaborato con importanti artisti del campo disco/funk. Nel Regno Unito è stato pubblicato come doppia A-side assieme al primo singolo A Lover's Holiday. Per quanto concerne l'Italia il singolo rappresenta il maggior successo del gruppo dato il suo picco al #2 nella hit parade, mentre nel resto del mondo si limitò ad entrare nelle classifiche dance.

## Formazione
- Luther Vandross - voce, cori
- Mauro Malavasi - tastiera, cori, arrangiamento
- Steve Ferrone - batteria
- Davide Romani - basso

Produzione
- Mauro Malavasi – produzione, missaggio, mastering

## Tracce
7"
1. The Glow of Love - 3:39
2. Searching - 3:16

12"
1. The Glow of Love - 6:11
2. It's A Girl's Affair - 5:29

## Classifiche
| Classifica (1980)   | Posizione massima |
| ------------------- | ----------------- |
| Italia              | 2                 |
| Regno Unito         | 14                |
| Stati Uniti (dance) | 1                 |
| Stati Uniti (soul)  | 49                |

## Altri utilizzi
Nel 2001 la cantante Janet Jackson ha usufruito di un campionamento del brano per la realizzazione del singolo di successo mondiale All for You.